# 北海道道879号米原古川線
北海道道879号米原古川線（ほっかいどうどう879ごう まいばらふるかわせん）は、北海道函館市内を結ぶ一般道道（北海道道）である。

## 概要

### 路線データ
- 起点：北海道函館市庵原町（北海道道83号函館南茅部線交点）
- 終点：北海道函館市古川町（国道278号交点）
- 総延長：4.205 km
- 実延長：3.804 km
- 重用延長：0.401 km

## 歴史
- 1976年（昭和51年）3月31日 - 路線認定。[1]。

## 路線状況

### 道路施設

#### 主な橋梁
- 橡の木橋（50 m、汐泊川、函館市米原町-函館市東畑町）

## 地理

### 通過する自治体
- 渡島総合振興局
  - 函館市

### 交差する道路
函館市
- 北海道道83号函館南茅部線 - 庵原町（起点）
- 国道278号 - 古川町（終点）

### 沿線にある施設など
函館市
- 亀尾郵便局 - 亀尾町10
- 函館市立銭亀沢中学校 - 豊原町140-30